# ゴードン・ハンソン
ゴードン・ハワード・ハンソン (Gordon Howard Hanson、1964年8月5日 - ) は、アメリカの経済学者。ハーバード大学ケネディスクールのピーター・ヴァーハイム都市政策冠教授。

## 経歴
1986年にオクシデンタル大学から経済学の学士号を取得し、1992年にマサチューセッツ工科大学から経済学の博士号を取得する。博士論文は『メキシコにおける産業集積と貿易（Industry agglomeration and trade in Mexico）』という題目で、ミハエル・ピオーレとポール・クルーグマンから指導を受けた。
1998年から2001年までミシガン大学で教鞭をとり、2001年にカリフォルニア大学サンディエゴ校の国際関係大学院に教授として着任する。2020年にハーバード大学ケネディスクールにピーター・ヴァーハイム都市政策冠教授として着任する。

## 研究
移民が米国経済に与える影響についての研究に取り組んでいる。例えば、高学歴労働者の移民はイノベーション活動を促進することで米国経済に利益をもたらしているという研究結果を発表している。一方で、1960-2000年の間の移民の増加がアフリカ系アメリカ人の労働市場における状況を悪化させ、刑務所への投獄率を上昇させる結果になったとの研究結果も発表している。
また、北米自由貿易協定（NAFTA）の産業や労働者への経済的影響も研究している。ロバート・フィーンストラとの共同研究では、NAFTAで促進されたアメリカからメキシコへのオフショアリングによってアメリカとメキシコの両方でホワイトカラーの労働者とブルーカラーの労働者の間の賃金格差が拡大したことを示した。
デービッド・オウターとデービッド・ドーンとの共同研究では、1990年代以降の中国からの輸入の増加が米国の製造業の雇用を減少させたとの結果も報告している。また、彼らの2016年の論文では、中国からの輸入の増加は米国だけでなくすべての先進国の製造業の雇用にマイナスの影響を与えたと述べている。
ハンソンは全米経済研究所、IZA労働研究所にも所属している。2015年以降はJournal of Economic Perspectivesの編集者も務める。